# Epinotia sinuncus
Epinotia sinuncus is een vlinder uit de familie van de bladrollers (Tortricidae). De wetenschappelijke naam van de soort is voor het eerst geldig gepubliceerd in 2014 door Razowski & Becker.

## Type
- holotype: "male, 24-25.XI.1973. leg. V.O. Becker. genitalia slide no. 620 WZ"
- instituut: Coll. Becker in het Braziliaanse Camacan
- typelocatie: "Costa Rica, S. Vito 1100 m"